# Canton de Lons-le-Saunier-Nord
Le canton de Lons-le-Saunier-Nord est une ancienne division administrative française, située dans le département du Jura et la région Franche-Comté.

## Composition
Le canton de Lons-le-Saunier-Nord se composait d’une fraction de la commune de Lons-le-Saunier et de huit autres communes. Il comptait 14 418 habitants (population municipale) au 1er janvier 2012.
| Nom                         | Code Insee | Intercommunalité                           | Population (dernière pop. légale)              |
| --------------------------- | ---------- | ------------------------------------------ | ---------------------------------------------- |
| Lons-le-Saunier (chef-lieu) | 39300      | CA Espace communautaire Lons Agglomération | Fraction : 7 700(2012) Commune : 17 311 (2014) |
| Chille                      | 39145      | CA Espace communautaire Lons Agglomération | 290 (2014)                                     |
| Condamine                   | 39162      | CA Espace communautaire Lons Agglomération | 271 (2014)                                     |
| Courlans                    | 39170      | CA Espace communautaire Lons Agglomération | 943 (2014)                                     |
| Courlaoux                   | 39171      | CA Espace communautaire Lons Agglomération | 1 036 (2014)                                   |
| L'Étoile                    | 39217      | CA Espace communautaire Lons Agglomération | 564 (2014)                                     |
| Montmorot                   | 39362      | CA Espace communautaire Lons Agglomération | 3 019 (2014)                                   |
| Saint-Didier                | 39480      | CA Espace communautaire Lons Agglomération | 290 (2014)                                     |
| Villeneuve-sous-Pymont      | 39567      | CA Espace communautaire Lons Agglomération | 278 (2014)                                     |

## Histoire

### Conseillers d'arrondissement de l'ancien canton deLons-le-Saunier(de 1833 à 1940)
| Période                                  | Période             | Identité                        | Étiquette           | Qualité |
| ---------------------------------------- | ------------------- | ------------------------------- | ------------------- | --- |
| 1833                                     | 1848                | Jean Jacques Cuenne (1788-1854) |                     | Avocat, maire de Lons-le-Saunier (1831-1837)                                                                |
|                                          |                     |                                 |                     | |
|                                          | 2 mars 1888 (décès) | Léon Racine                     | Républicain radical | Négociant, conseiller municipal de Lons-le-Saunier                                                          |
| av.1895                                  |                     | Félix Bury                      | Républicain         | Maire de Montmorot, propriétaire à Crésancey                                                                |
|                                          |                     |                                 |                     | |
| 1919                                     | 1940                | Gilbert Bussières               | Rad.                | Propriétaire, maire de Courlaoux                                                                            |
| 1940                                     |                     |                                 |                     | Les conseils d'arrondissement ont été suspendus par la loi du 12 octobre 1940 et n'ont jamais été réactivés |
| Les données manquantes sont à compléter. |                     |                                 |                     | |

### Conseillers généraux de l'ancien canton deLons-le-Saunier(1833 à 1973)
| Période | Période                   | Identité                             | Étiquette              | Qualité |
| ------- | ------------------------- | ------------------------------------ | ---------------------- | --- |
| 1833    | 1839                      | Pierre François Colin                | Majorité ministérielle | Procureur général à Dijon Député (1815, 1834-1839) Propriétaire à Plainoiseau                                                                                                   |
| 1839    | 1848                      | Désiré Deleschaux                    |                        | Adjoint au Maire de Lons-le-Saunier |
| 1848    | 1852                      | Emile Chevillard                     |                        | Magistrat puis avocat Propriétaire à Lons-le-Saunier Président du Conseil Général (1848-1850)                                                                                   |
| 1852    | 1861                      | Jean Désiré Paul Cordier (1799-1873) |                        | Propriétaire Ancien Vice-Président du Tribunal civil de Lons-le-Saunier Conseiller à la Cour de Besançon                                                                        |
| 1861    | 1871                      | Edouard Dalloz                       | Centre droit           | Avocat Député (1852-1870) |
| 1871    | 1883                      | Jules Thurel                         | Républicain            | Ingénieur civil Député (1871) - Sénateur (1876-1897) Maire de Lons-le-Saunier (1870-1871)                                                                                       |
| 1883    | 1897 (décès)              | Amable Constant Billet               | Rad.                   | Propriétaire à Gevingey |
| 1897    | 1913                      | Edmond Chapuis                       | Rad.                   | Docteur en médecine Maire de Lons-le-Saunier (1900-1912) Député (1906-1915) |
| 1913    | 1931                      | Charles Dumont                       | Rad.                   | Enseignant - Député (1898-1924) Sénateur (1924-1939) Président du Conseil Général (1921-1939) Ministre (1911, 1912, 1930, 1931-1932) Élu en 1931 dans le canton de Saint-Julien |
| 1931    | 1937                      | Charles Cencelme                     | Rad.                   | Ingénieur Sénateur (1933-1937) Maire de Lons-le-Saunier (1936-1937) |
| 1937    | 1942 (démission d'office) | Léon Toinet                          | SFIO                   | Eleveur à Courlaoux Révoqué par le Gouvernement de Vichy |
|         |                           |                                      |                        | |
| 1945    | 1967 (décès)              | Paul Seguin                          | Rad.-RGR               | Négociant Maire de Lons-le-Saunier (1944-1965) |
| 1967    | 1973                      | René Feït                            | RI                     | Médecin Député (1967-1981) Maire de Lons-le-Saunier (1965-1977) |

### Conseillers généraux du canton deLons-le-Saunier-Nord(1973 à 2015)
| Période | Période | Identité              | Étiquette | Qualité                                                                  |
| ------- | ------- | --------------------- | --------- | ------------------------------------------------------------------------ |
| 1973    | 1998    | René Feït             | RI        | Médecin Député (1967-1981) Maire de Lons-le-Saunier (1965-1977)          |
| 1998    | 2011    | Jean-Claude Servillat | UMP       | Radiologue à Lons-le-Saunier                                             |
| 2011    | 2015    | Marc-Henri Duvernet   | PS        | Premier secrétaire fédéral du PS Conseiller municipal de Lons-le-Saunier |